# Los Guarros
Los Guarros es una banda de rock oriunda de Buenos Aires, Argentina formada en 1988 por Javier Calamaro y Daniel "Gitano" Herrera.

## Historia
En 1988, Javier Calamaro el menor de los dos hermanos Calamaro varones, decide disolver El Corte, su anterior banda, debido a que uno de sus integrantes, Hernán Reyna, se radica en Alemania.

Ese mismo año se encuentra con el guitarrista Daniel "Gitano" Herrera y deciden formar una banda de rock duro llamada Los Guarros por la temática de sus canciones y la forma desenfrenada y plena de excesos de encarar la vida.

Su primer disco titulado Prostitución y Vagancia, salió en 1989 e incluía canciones como Buscando Una Taberna, Carne y Sudor y Vidrios Rotos.
En 1990, sale su segundo larga duración titulado Rosas en tu Pecho, con temas como el que dio nombre a la placa, El Diablo Está Caliente y Panamericana, obteniendo muy buena repercusión y difusión en los medios. También por esta época se producen algunos cambios en la formación: Karina Brossio es reemplazada por Pablo Duchovny en teclados, Daniel Ávila es reemplazado por Marcelo Mira y el Zurdo Alaguibe reemplaza a Ándrea Álvarez en percusión.
El año 1991 fue el más importante de la banda, ya que editaron su disco más exitoso titulado Los Guarros cuyos principales cortes difusión fueron: Vamos a la Ruta, además de la versión de Sui Generis Bienvenidos al Tren y Bajo tu Piel.
En 1992, fueron teloneros de Joe Cocker, Brian May y Guns N' Roses. En 1993 editan Veneno cuyos cortes de difusión fueron Veneno, Enfermo De Vos y la balada hard rock Mujeres y Vino. Este cuarto trabajo tuvo muy poca difusión comparándolo con sus anteriores que sonaron mucho en las radios. En 1993 vuelven a telonear a los Guns N' Roses en su segunda visita a la Argentina.
En 1994 editan un disco compilatorio con sus principales éxitos llamado Acústico y Rock 'N' Roll que mezcla versiones acústicas (cuatro canciones tocadas con guitarras acústicas) más 13 temas seleccionados de sus discos anteriores, además de una versión de Vamos A La Ruta grabada en vivo en el estadio Vélez Sarsfield en el año 1992.
El último disco de Los Guarros fue titulado Pampas Lisérgicas en 1996 ya sin mucha repercusión. Javier Calamaro decide en 1997 disolver esta banda para así iniciar su carrera como solista al año siguiente.
En 2016 la banda se reúne con su formación clásica: Javier Calamaro en voz, Daniel "Gitano" Herrera en guitarras, Marcelo Mira en batería, Daniel Castro en bajo y Daniel "Zurdo" Alaguibe en percusión.
La Banda sigue en la actualidad tocando.

## Discografía
- Prostitución y Vagancia (9 de julio de 1989)
- Rosas en tu Pecho (15 de octubre de 1990)
- Los Guarros (10 de noviembre de 1991)
- Veneno (2 de agosto de 1993)
- Acústico y Rock 'N' Roll (23 de septiembre de 1994)
- Pampas Lisérgicas (17 de marzo de 1996)
- 7-Siete (10 de noviembre de 2017)

## Integrantes
- Javier Calamaro: guitarra y voz.
- Daniel "Gitano" Herrera: guitarra y coros.
- Daniel Castro: bajo.
- Daniel Ávila: batería.
- Andrea Brossio: teclados.
- Andrea Álvarez: percusión.
- Daniel "Zurdo" Alaguibe: percusión en reemplazo de Álvarez.
- Marcelo Mira: batería en reemplazo de Ávila.
- Pablo Duchovny: teclados en reemplazo de Brossio.